# Société d'économie politique
Société d’économie politique (Stowarzyszenie ekonomii politycznej, SEP) – francuskie towarzystwo naukowe zajmujące się ekonomią polityczną. Zostało założone w 1842 r. w celu zapewnienia forum dla dyskusji na temat wolnego handlu, który w tym czasie był przedmiotem ożywionej debaty. SEP do dziś zajmuje się organizacją dyskusji na tematy gospodarcze i społeczne.

## Historia
Prekursor Société d’Économie Politique, Société des économistes (Stowarzyszenie ekonomistów), zostało założone 1 lutego 1842 r. w Paryżu (co czyni je najstarszym towarzystwem naukowym we Francji). Zostało utworzone przez uczniów i współpracowników Jean-Baptiste’a Saya i Frédérica Bastiata w czasie, gdy we Francji trwały gwałtowne spory o wolny handel i protekcjonizm. Stowarzyszeniu nieformalnie przewodniczył Pellegrino Rossi jako prezydent i hrabia Ferdinand-Charles-Philippe d'Esterno (1805-83) jako sekretarz. Debaty miały charakter bardzo akademicki, a stowarzyszenie odbyło tylko kilka spotkań. Członkami byli: Louis Leclerc, Jean-Pierre Clément, Hippolyte Dusard, Louis Reybaud, Ludwik Wołowski, Léon Faucher, Horace Émile Say (syn Jean-Baptiste’a Saya), Théodore Fix, Charles Dunoyer, Michel Chevalier, Hippolyte Passy i Jérôme-Adolphe Blanqui.
Trzej przyjaciele, Adolphe-Gustave Blaise (1811-86), Joseph Garnier (1813-81) i Gilbert Guillaumin (1801-64) równolegle postanowili stworzyć bardziej swobodne i otwarte spotkania, na których wykłady miałyby charakter mniej akademicki i byłyby przeznaczone dla szerokiego grona odbiorców. Checieli spotykać się raz w miesięciu, aby wspólnie zjeść kolację i dyskutować na tematy związane z ekonomią polityczną (zwłaszcza popularyzacją wolnego handlu i wolnego rynku). Pierwsze spotkanie w gronie pięciu osób odbyło się 15 listopada 1842 roku, wśród nich byli Blaise, Garnier, Guillaumin i Eugène Daire oraz Pierre Bos dit Denis (który później odszedł, aby przyłączyć się do protekcjonistów). Liczba ta rosła wraz z kolejnymi spotkaniami, w tym z grupą Société des économistes i innymi. Sptokania były otwarte na ludzi na bardzo różnych stanowiskach i o różnych poglądach politycznych. Spotkaniom przyświęcała idea wymiany opinii na tematy takie, jak funkcje państwa, wolny handel, finanse publiczne, bank hipoteczny Crédit Foncier (założony przez Ludwika Wołowskiego), regulacje rynku i socjalizm.
Do 1845 roku spotkania te nie miały formalnej organizacji, ale każdemu spotkaniu przewodniczył jeden z członków, na ogół był to Pellegrino Rossi, który moderował dyskusję. W 1845 r. wybrano dwóch prezydentów (Charles Dunoyer i Hippolyte Passy), dwóch wiceprezydentów (Horace Émile Say i Charles Renouard), sekretarza (Joseph Garnier) i kwestora (Gilbert Guillaumin). W tym samym roku organizacja ta została wchłonięta przez Société des économistes, a w 1847 r. stowarzyszenie zmieniło nazwę na Société d’économie politique. Towarzystwo rozwijało się wokół sieci znajomych Gilberta Guillaumina i Horacego Saya. Rekrutacja była elitarna i prowadzona w drodze kooptacji. Początkowo członkami SEP byli tylko naukowcy, ekonomiści i dziennikarze, później, od lat sześćdziesiątych XIX wieku, zaczęto także przyjmować wyższych urzędników państwa. Przez pierwsze 50 lat stowarzyszenia nie miało ono swojej siedziby. Spotkania członków odbywały się w księgarni Gilberta Guillaumina (zarządzanej po jego śmierci przez jego córkę), pod adresem rue de Richelieu 14 w Paryżu.
Stowarzyszenie liczyło 50 członków w roku 1847, 60 w 1852, 80 w 1849, 117 w 1859, 148 w 1864, 165 w 1868, 211 w 1879, 227 w 1883. Członkowie SEP wywodzili się z kręgów biznesu, przemysłu, handlu, wykładowców uniwersyteckich i nauki, prawników, pisarzy, dziennikarzy, władzy (ministrowie, posłowie, senatorowie) i administracji publicznej. Wśród członków znajdowali się profesorowie z takich uczelni, jak Collège de France, École libre des sciences politiques, Conservatoire national des arts et métiers, École des hautes études commerciales de Paris, Académie des sciences morales et politiques (Instytut Francji). Członkami stowarzyszenia byli także dziennikarze z Journal des Économistes (Joseph Garnier, Gustave de Molinari, Yves Guyot, Louis Germain-Martin), z L'Économiste français Paula Leroy-Beaulieu, z Journal des débats Léona Saya, z Le Siècle Yves Guyot oraz z Le Temps Émile’a Mireaux.
Kilku członków było honorowymi członkami Cobden Club, nazwanej na cześć Richarda Cobdena brytyjskiej organizacji na rzecz wolnego handlu: Frédéric Passy, Gustave de Molinari, Yves Guyot, Paul Delombre, Gaston Menier, Eugène d'Eichtal, Paul Beauregard, Jules Charles-Roux.
Obecnie stowarzyszenie liczy 350 członków, w tym pracowników naukowych, właścicieli i menedżerów przedsiębiorstw i wyższych urzędników państwowych. Raz w miesiącu stowarzyszenie organizuje kolację-debatę w Cercle de l'Union Interalliée, na którą zapraszana jest wybitna osobistość, by przedstawić swoje poglądy na określony temat. Od 1846 r. stowarzyszenie publikuje „Annales d’économie politique”, która zawiera referaty i debaty z minionego sezonu akademickiego.

## Profil ideowy
Société d’économie politique, jako stowarzyszenie gospodarczo liberalne, opowiadało się za międzynarodowym wolnym handlem, międzynarodowym pokojem, wolnym rynkiem, leseferyzmem i przeciw socjalizmowi, protekcjonizmowi, kolonializmowi, imperializmowi i militaryzmowi. Najbardziej radykalnym liberałem wśród członków SEP był Gustave de Molinari, który opowiadał się za konkurencją w ramach usług ochronnych (policyjnych, sądowych i wojskowych), czyli czymś, co dzisiaj zostałoby określone jako „anarcho-kapitalizm” – większość członków była jednak zwolennikami liberalnej republiki lub monarchii konstytucyjnej, a sam Molinari był krytykowany za swoje koncepcje m.in. przez Frédérica Bastiata, Charlesa Coquelina, Charles Dunnoyera i Ludwika Wołowskiego. Przez pewien czas w ramach stowarzyszenia panował spór o kolonializm – Paul Leroy-Beaulieu i Joseph Chailley byli zwolennikami francuskiego imperium kolonialnego, w przeciwieństwie do większości innych członków (głównymi przeciwnikami byli Gustave de Molinari, Yves Guyot i pierwszy laureat Pokojowej Nagrody Nobla, Frédéric Passy).

## Członkowie

### Prezydenci
Stowarzyszenie miało następujących prezydentów (w nawiasach data przystąpienia, obok daty urzędowania):
- Charles Dunoyer (1842)
- Hippolyte Passy (1842)
- Charles Renouard (1842)
- Michel Chevalier (1842)
- Joseph Garnier (1842)
- Léon Say (1842)
- Édouard Lefebvre de Laboulaye (1861)
- Frédéric Passy (1855)
- Pierre Émile Levasseur (1857), 1895-1911
- Paul Leroy-Beaulieu (1868), 1911-1916
- Yves Guyot (1881), 1913-1928
- Raphaël-Georges Lévy (1888), 1917
- Clément Colson (1899), 1929-1933
- Henri Truchy (1914), 1932
- Edgard Allix (1926), 1937-1938
- Émile Mireaux (1927), 1938-1940
- Louis Baudin (1926), 1946-1950
- Jacques Rueff (1923), 1950-1954
- Édouard Bonnefous, 1954-1958
- Gaston Leduc (1934), 1958-1962
- Luc Durand-Réville (1926), 1962-1966
- Daniel Villey (1950), 1966-1968
- Jean Marczewski?-1976
- Gérald Heim de Balsac, 1976-1980
- Jacques Plassard, 1984-1988
- Alain Bienaymé, 1988-1992
- Gérard Worms, 1992-1994
- Albert Merlin, 1994-1996
- Christian de Boissieu, 1996-1998
- Philippe Chalmin, 1998-2000
- Emmanuel Rodocanachi, 2002-2004
- Jean-Paul Betbeze, 2004-2006
- Olivier Garnier, 2006-2008
- Jacques Mistral, 2008-2012
- Valérie Plagnol, 2012-2016
- Denis Ferrand, 2016-

### Sekretarze
- Joseph Garnier, 1849-1881
- Alphonse Courtois, 1881-1898
- Jules Fleury, 1898-1906
- Daniel Bellet 1906-1917
- Emmanuel Vidal, 1917-1930
- Émile Mireaux, 1930-1935
- Yann-Morvan Goblet, 1935-?
- Paul Naudin,? – 1959
- Bernard Aubé, 1959-1962
- Gérald Heim de Balsac, 1962-1975
- Claude Bourillon, 1975- ?.
- Philippe Chalmin
- Stéphane Mottet
- Jean-Paul Betbèze
- Jean-Baptiste de Cabanes
- Pierre-François Gouiffès

### Ważni członkowie
Wśród ważnych członków byli m.in. (w nawiasach data dołączenia):
François Albert-Buisson (1928), Auguste Arnauné (1888), Adrien Artaud (1915), Roger Auboin, Édouard Aynard (1888), Jacques Bardoux (1921), Léon Baréty (1915), Joseph Barthélemy (1916), Henri Baudrillart (1847-49), Paul Beauregard (1884), Jacques Bertillon (1893), Maurice Block (1859), Georges Blondel (1910), Christian de Boissieu, Gustave Émile Boissonade (1873), Paul Boivin-Champeaux (1888), Louis Buffet (1847-49), Auguste Burdeau (1885), Eugène Caillaux (1865), Joseph Caillaux (1903), Jean-Claude Casanova, Joseph Chailley (1883), Jules Charles-Roux (1895), Jacques Chastenet (1923), Auguste Chevalier (1809-1868) (1855), Émile Chevallier} (1883), Émile Cheysson (1867), Pierre Clément (historien) (1842), Jean Coignet (1920), Jean-Marc Daniel, Gaston Défossé, Albert Delatour (1885), Paul Delombre (1884), Jean Dollfus (1878), Ferdinand-Camille Dreyfus (1879), Hippolyte Dussard (1842), Eugène d'Eichthal (1872), Adolphe d'Eichthal (1875), Frédéric François-Marsal (1909), Félix Faure (1882), Henri Germain (1858), Charles Georges-Picot (1910), Louis Germain-Martin (1914), Charles Gide (1877), Charles Gomel (1887), Léopold Javal (1850), Clément Juglar (1852), Philippe Jurgensen, Hervé de Kergorlay (1847), Denis Kessler (1996), Jacques Lacour-Gayet (1922), Charles de Lasteyrie (1910), Charles Laurent (1904), Théodore Laurent (1917), Léonce Guilhaud de Lavergne (1855), Bernard Lavergne, Arthur Legrand (1865), Louis Lépine (1885), Félix Leprince-Ringuet (1926), Anatole Leroy-Beaulieu (1874), Pierre Lyautey (1933), Charles Lyon-Caen (1874), Louis Marlio (1916), Félix Martin (1888), Émile-Justin Menier (1870), Gustave de Molinari (1847-49), Georges Pallain (1883), Louis Passy (1863), Édouard Payen (1905), Eugène Pelletan (1864), Émile Pereire (1847), Henri de Peyerimhoff de Fontenelle (1913), André Piettre, Noël Pinelli (1927), Joseph Reinach (1887), Georges Risler (1911), Maurice Rouvier (1887), Horace Émile Say (1842), Gustave Schelle (1883), Jules Siegfried (1873), André Siegfried (1926), Jules Simon (1861), Louis Vigouroux (1899), Edmond Villey (1882), Jean-Marc Vittori, Léon Walras (1861), Jules Warnier (1872), Daniel Wilson (1872), Ludwik Wołowski (1842), René Worms (1893)